# Harry Marshall Ward
Sir Harry Marshall Ward ( 1854 - 1906 ) fue un micólogo, fitopatólogo y naturalista inglés.
Ward era aborigen de Hereford, Inglaterra, estudiando en la Escuela de la Catedral de Lincoln a partir de 1864. Ward comenzó sus estudios científicos en 1874, en South Kensington, teniendo como profesores a Thomas Henry Huxley (1825-1895) y a William Turner Thiselton-Dyer (1843-1928). Pasó el año 1875 en el "Colegio Owens", ancestro de la Universidad Victoria de Mánchester, y luego en Christ's College de la Universidad de Cambridge, donde estudió Ciencias naturales, de 1876 à 1879. Sus estudios en Cambridge, fueron financiados de forma anónima, por condiscípulos de South Kensington.
En 1879, colabora con Julius von Sachs (1832-1897), en Wurzburgo. Hacia el fin de 1879 parte por dos años a Ceilán donde trabajó para el gobierno, fue entonces cuando se especializó en micología. Antes de su retorno a Inglaterra, pasó varios meses en el Laboratorio de Heinrich Anton de Bary (1831-1888), de Estrasburgo.
En 1883, obtiene su maestría, y el mismo año se casó con Selina Mary Kingdon, teniendo una hija, Winnifred Mary Ward, y un hijo, Francis Kingdon-Ward (1885-1958) que sería también botánico. Se convirtió en profesor asistente en el Owens College. Desde 1885 y por diez años, fue profesor de botánica en el "Colegio Cooper's Hill", ahora parte de la Universidad Brunel, y luego, desde 1895 hasta su muerte, enseñó en Cambridge. Allí, Ward asume el cargo del Departamento de botánica, obteniendo la construcción de un nuevo edificio; inaugurado en 1904 por el rey Eduardo VII y por la reina Alejandra.
Una gran parte de su obra y de sus estudios fueron influenciados por Dyer, que sugirió para proporcionar un puesto en Ceilán, usando su influencia para conseguir su primer trabajo a Owens, quien lo empuja a estudiar el proceso de fermentación de la Ginger beer, asistiéndolo en su entrada a la Sociedad Linneana de Londres. También la firma de Dyer se halla en una carta al primer ministro británico Herbert Henry Asquith (1852-1928) a fin de obtener una pensión a su viuda.
Ward fallece de diabetes en 1906, siendo enterrado en Cambridge.

## Estudios
Durante su estancia en Ceilán, donde trabajó para el gobierno imperial británico, Ward estudió una enfermedad atacando los cafetaless, como la roya del café. Esa enfermedad era causada por el hongo Hemileia vastatrix, un Uredinales, identificado por Miles Joseph Berkeley (1803-1889). Las propuestas de Ward para detener la peste: pasar del monocultivo a la policultura para evitar la propagación de las esporas por el viento, pues demasiado tarde, ya el hongo se ha extendido demasiado. Los plantadores abandonaban el cultivo del café para pasarse al té.
Los trabajos de Ward permitieron clarificar los mecanismos de infección de la roya del café. Demostró que el parasitismo opera en dos fases, con las primeras esporas aparece un tubo en los estomas y luego el tubo penetra la célula. En contraste con lo que se creía, en el momento, muestra que no existe una relación entre la presencia de los cilios, ceras, etc. en la superficie de una hoja y la propia infección, sino que la infección depende de la presencia de enzimas, toxinas y antitoxinas en el parásito y en el huésped. La relación entre una planta y su parásito durante la infección es el objeto de su Conferencia Croonian en 1890.
Ward fue parte de los botánicos que demostraron que las esporas de Uredinales son perennes de un año al otro, una opinión que era entonces comúnmente aceptada, que el micelio de sus setas sobreviven durante el invierno en las plantas hospedantes.
Ward trabajó también sobre la ginger beer: nombre dado a una sustanccia gelatinosa que se presume que es una planta que se utilizó para producir la bebida del mismo nombre. Sir Isaac Bayley Balfour (1853-1922) mostró sobre todo que dicha planta era una mixtura de microorganismos, una levadura, un Saccharomyces, Saccharomyces pyriformis, una bacteria, un Lactobacillus, Brevibacterium vermiforme. Ward estudió el funcionamiento simbiótico de esos dos organismos y precisó su rol respectivo en la fermentación.
Con el químico Percy Frankland (1858-1946), trabajó sobre la bacteriología del agua del Támesis. Mostró que la acción bactericida de la luz, propiedad ya conocida, se encuentra en el azul del espectro lumínico visible.

## Algunas publicaciones
- Coffee leaf disease: Second report. 14 pp. 1880
- Timber and some of its diseases. 295 pp. Londres: Macmillan, 1889
- The Oak: a popular introduction to forest-botany. 175 pp. Londres: Kegan Paul, 1892
- Disease in plants. 324 pp. Londres: Macmillan, 1901
- Grasses. A handbook for use in the field and the laboratory. 190 pp. 1901
- Trees V3, Flowers and Inflorescences: A Handbook of Forest-Botany for the Woodlands and the Laboratory. 1905. Reimpreso Kessinger Publ. LLC, 2010. 414 pp. ISBN 1-160-71482-7
- Trees: a handbook of forest botany for the woodlands and the laboratory. Vol. 1, Buds and twigs. 352 pp. Cambridge: Cambridge University Press, 1910 en línea

## Honores
Miembro de
- Sociedad Linneana de Londres en 1886.
- Real Sociedad de Horticultura en 1887.
- Royal Society en 1888, que le discernió la medalla Royal en 1893.
- Sociedad Micológica Británica, y su presidente en 1900 y en 1901.

- La abreviatura «O.E.Warb.» se emplea para indicar a Harry Marshall Ward como autoridad en la descripción y clasificación científica de los vegetales.[2]

## Fuente
- Desmond, R. 1994. Dictionary of British & Irish Botanists & Horticulturists includins Plant Collectors, Flower Painters & Garden Designers. Taylor & Francis & The Natural History Museum, Londres.
- Harry Marshall Ward: biografía por Oliver Tooley
- Harry Marshall Ward 1845-1906, G.C. Ainsworth